# Домашняя беседа
«Домашняя беседа» — российский еженедельный журнал, издававшийся с июля 1858 по 5 ноября 1877 года в Санкт-Петербурге. 
В 1858—1865 годах назывался «Домашняя беседа для народного чтения». В 1858 году вышли 18 выпусков, которые в 1860 году были переизданы в одном томе, в 1859—1876 годах — по 52 выпуска в год, в 1877 году — 45 выпусков.
Основателем, редактором-издателем журнала и автором большинства материалов (в основном, анонимных) был Виктор Аскоченский. Журнал «Домашняя беседа» с патриотических позиций говорил о духовных ценностях русской православной цивилизации.
Основатель поставил цель «крепко стоять на твёрдой почве святого Православия и народности русской», противостоять «духу века сего», обличал и высмеивал проявления атеизма, маловерия, либерализма и безнравственности в науке, литературе, общественной и государственной жизни. Эта цель достигалась «обличением» всего, что не подходило под взгляды самого издателя, видевшего падение нравственности в несоблюдении постов, преследовавшего воскресные школы и т. д.
Издание отличалось острой полемичностью и нравоучительностью. Во вступительном слове в первом выпуске «Два-три слова ради знакомства с читателями» (1858) редактор обещал читателям, что за них будет «вычитывать из книг то, что пригодно» для них, и рассказывать им как умеет. Сначала многие назидательные рассказы и поучения (о пьянстве, божбе, срамословии и т. п., жизнеописания подвижников благочестия) были упрощёнными пересказами из опубликованных брошюр и сборников, других периодических изданий.
С 1859 года Аскоченский ввёл библиографический раздел, с выпуска № 20 за 1860 года появилась регулярная публицистическая рубрика «Блёстки и изгарь», заполненная почти исключительно его злободневными заметками. 
В журнале публиковались вероучительные тексты общецерковного значения («Послание патриархов Восточно-кафолической Церкви о православной вере», 1865), документы по истории Русской церкви, русской богословской мысли и подвижничества. Печатались статьи о церковных памятниках и святынях («Исаакиевский собор» (1858), «Троице-Сергиева пустынь» (1865), «Церковь при дворе великого князя Николая Николаевича старшего» протоиерея Василия Лебедева (1866), «Киевские пещеры» Ивана Тарнавы-Боричевского (1872) и другие), о монастырях («Последние русские православные пустынножители» (1862), воспоминания об оптинских старцах и других подвижниках. В «Домашней беседе» постоянно публиковались миссионерские материалы, которые в 1875—1877 годах были выделены в «Миссионерский отдел». Значительное число публикаций было посвящено церковной и культурной жизни Киева, малороссийских губерний и украинской диаспоры (например, воспоминания Аскоченского о Тарасе Шевченко (1861), печатались тексты на украинском языке (например, «Беседа» священника Н. Инфимовского, 1860). Ряд материалов был посвящён евреям (многочисленные статьи и очерки А. А. Алексеева (Н. Вульфа), постоянно печатавшегося в журнале; «Жизнь и приключения бывшего еврея, а ныне православного христианина» В. Мельникова (1876) и др.)
Помимо публицистики, Аскоченский опубликовал в журнале свою драму «Марфа Посадница» (1870), несколько десятков стихов и басен (некоторые были подписаны криптонимами или псевдонимом В. Незамай), сатирические очерки, религиозно-нравственные рассказы (например, «Записки звонаря», 1861) и переводы (например, с польского языка трагедии «Карпатские горцы» Юзефа Коженёвского, 1877), церковно-краеведческие исследования.
Журнал выходил на протяжении двадцати двух лет, по 1877 год включительно.